# Michael Mackensen
Pour les articles homonymes, voir Mackensen.
Michael Mackensen, né le 1er novembre 1949 à Munich, est un archéologue allemand spécialisé dans l'archéologie provinciale romaine et titulaire de la chaire correspondante à l'université Louis-et-Maximilien de Munich.

## Carrière
Mackensen étudie de 1969 à 1977 l'archéologie provinciale romaine, la Protohistoire et la Préhistoire, ainsi que l'historique antique à Munich, Fribourg-en-Brisgau et Oxford.
Au cours du semestre d'été 1974, il présente une thèse en Préhistoire et Protohistoire, mais obtient son doctorat au semestre d'hiver 1976-1977, sous la direction de Günter Ulbert (de), avec Das römische Gräberfeld auf der Keckwiese in Kempten. En 1977-1978, Mackensen reçoit une bourse de voyage de l'Institut archéologique allemand (DAI). Jusqu'en 1980, il travaille pour le DAI en tant qu'assistant de recherche (excavation des sites de Carthage en Tunisie et de Resafa en Syrie). Pour le projet de Resafa, il obtient en 1979-1980 une subvention de recherche du DAI.
S'ensuit en 1981 un poste de courte durée à l'Office bavarois de la protection du patrimoine (de) (allemand : Bayerisches Landesamt für Denkmalpflege). Cette même année, Mackensen est à nouveau actif à Carthage comme assistant de recherche du DAI. En 1981-1982, il travaille comme assistant de recherche dans la collection préhistorique de l'État de Bavière. Par la suite, jusqu'en 1994, Mackensen est associé de recherche de la commission pour l'étude archéologique de la Rhétie romaine tardive au sein de l'Académie bavaroise des sciences (projets d'excavation à Nersingen, Burlafingen (de), Finningen, Kellmünz an der Iller et projet de fouilles dans le nord-est de la Tunisie).
Depuis le semestre d'été 1988, Mackensen donne des conférences à l'université Louis-et-Maximilien de Munich. En 1989, il est nommé professeur C3 à l'université de Cologne. Au semestre d'hiver 1991-1992, Mackensen est habilité à Munich avec Die spätantiken Sigillata- und Lampentöpfereien von El Mahrine (Nordtunesien). Studien zur nordafrikanischen Feinkeramik des 4. bis 7. Jahrhunderts. Depuis le semestre d'été 1994, Mackensen est professeur C3 à l'université Louis-et-Maximilien de Munich en remplacement de Günter Ulbert.

## Honneurs
Mackensen est membre correspondant du DAI depuis 1985 et de l'Institut archéologique autrichien depuis 1998. En 1989, il reçoit le Prix Kurt-Bittel pour l'archéologie de l'Allemagne du Sud (de) (allemand : Kurt-Bittel-Preis für Süddeutsche Altertumskunde). En 2008, il devient membre du comité consultatif du Journal of Roman Archaeology (en) et, en 2009, du conseil consultatif des Römische Mitteilungen (de) publiés par l'Institut archéologique allemand de Rome. Depuis 2009, Mackensen est membre de la Society of Antiquaries of London. En 2010, il reçoit le prix d'excellence en enseignement de l'État de Bavière.

## Publications
- (de) Das römische Gräberfeld auf der Keckwiese in Kempten, Kallmünz, Lassleben, 1978, 198 p. (ISBN 3-7847-5034-6) (Materialhefte zur bayerischen Vorgeschichte, Reihe A, Fundinventare und Ausgrabungsbefunde, Bd. 34; Cambodunumforschungen 4).
- (de) Eine befestigte spätantike Anlage vor den Stadtmauern von Resafa, Mayence, Philipp von Zabern, 1984 (ISBN 3-8053-0741-1) (Resafa, 1).
- (de) Frühkaiserzeitliche Kleinkastelle bei Nersingen und Burlafingen an der oberen Donau, Munich, Beck, 1987, 344 p. (ISBN 3-406-31749-9) (Münchener Beiträge zur Vor- und Frühgeschichte, 41).
- (de) Die spätantiken Sigillata- und Lampentöpfereien von El Mahrine (Nordtunesien) : Studien zur nordafrikanischen Feinkeramik des 4. bis 7. Jahrhunderts, Munich, Beck, 1993 (ISBN 3-406-37015-2) (Münchener Beiträge zur Vor- und Frühgeschichte, 50).
- (de) Das spätrömische Grenzkastell Caelius Mons in Kellmünz an der Iller, Stuttgart, Theiss, 1995, 118 p. (ISBN 3-8062-1203-1)  (Führer zu archäologischen Denkmälern in Bayern, Schwaben 3).
- (de) Militärlager oder Marmorwerkstätten. Neue Untersuchungen im Ostbereich des Arbeits- und Steinbruchlagers von Simitthus/Chemtou, Mayence, Philipp von Zabern, 2005, 170 p. (ISBN 3-8053-3461-3) (Simitthus, 3).